# Cincinnati Bengals

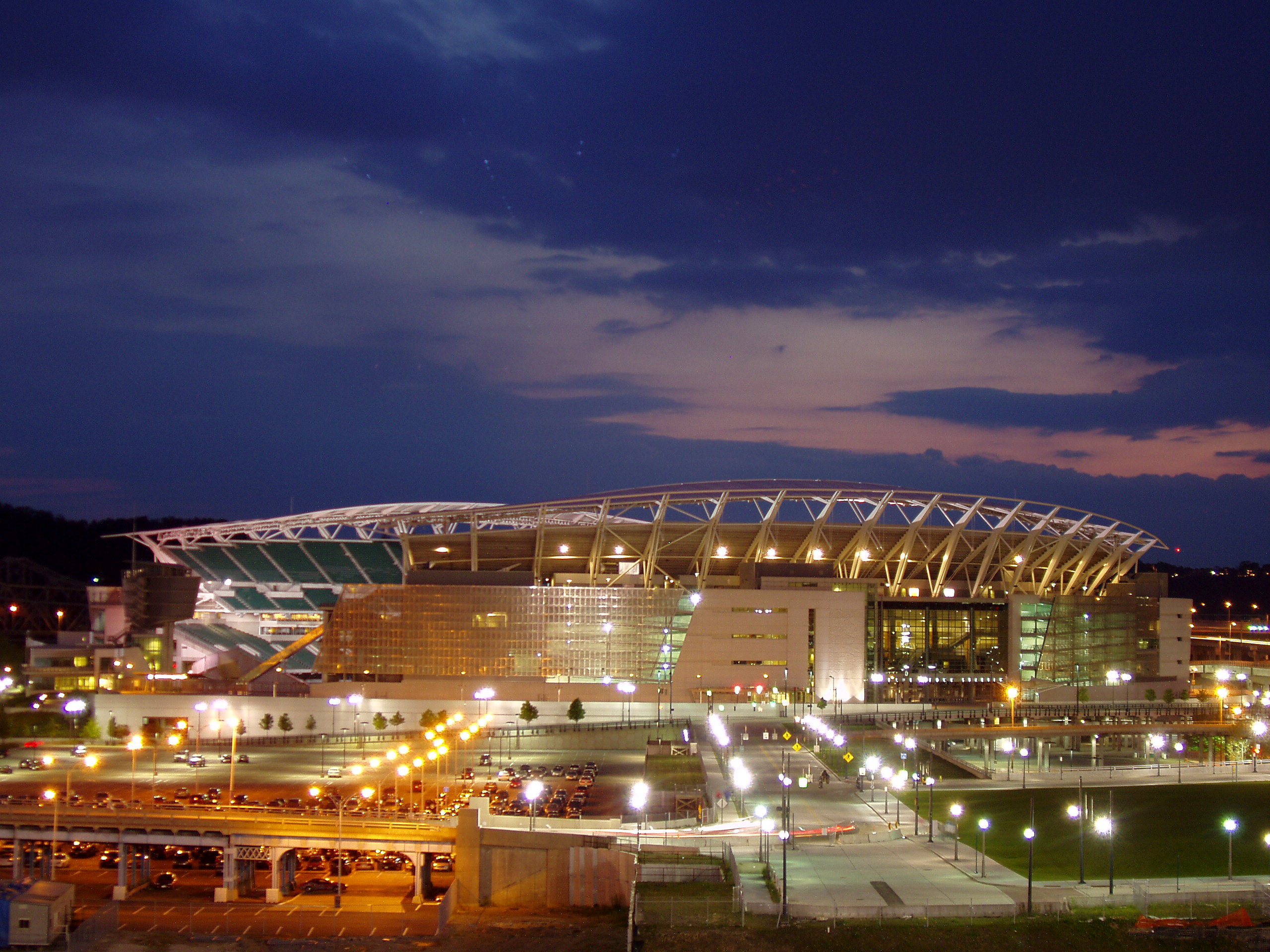
Das Paycor Stadium in Cincinnati.

Die Cincinnati Bengals sind ein American-Football-Team der National Football League (NFL) aus Cincinnati, Ohio, und spielen dort in der American Football Conference (AFC), in der Northern Division (AFC North). Die Bengals erreichten drei Mal den Super Bowl, verloren allerdings jeweils gegen die San Francisco 49ers (Super Bowl XVI mit 21:26, Super Bowl XXIII mit 16:20), sowie die Los Angeles Rams (Super Bowl LVI mit 20:23).
Benannt ist das Team nach dem Bengaltiger und die Vereinsfarben sind (entsprechend den Fellfarben des Tigers) Orange, Schwarz und Weiß.

## Geschichte
1966 einigten sich die American Football League und die ältere und prestigeträchtigere National Football League auf eine Fusion. Die Bedingungen für das Zustandekommen des Vertrages beinhalteten die Forderung der AFL, ein Team neugründen zu dürfen, damit es in Zukunft eine gerade Anzahl von Mannschaften geben würde. Am 23. Mai 1967 bekam deshalb eine Gruppe von Investoren rund um Paul Brown die Erlaubnis, ein Franchise in der American Football League zu gründen. Das Franchise bekam seinen Namen von einem früheren Team namens Cincinnati Bengals, welches von 1937 bis 1941 existierte. Zudem nimmt er Bezug auf Paul Browns Wurzeln in Massillon, Ohio, wo er ein Highschoolteam mit dem Namen Tigers trainiert hatte. Zudem besaß der Zoo von Cincinnati zu dieser Zeit einen seltenen weißen bengalischen Tiger.
Für die ersten beiden Saisons spielten die Bengals im Nippert Stadium, das heute von den Cincinnati Bearcats, der College-Football-Mannschaft der University of Cincinnati, genutzt wird. Die Mannschaft beendete ihre erste Saison mit einer Bilanz von drei Siegen und elf Niederlagen. Ein Lichtblick war Runningback Paul Robinson, der für 1.034 Yards lief und zum AFL Rookie of the Year ernannt wurde. Gründer Paul Brown war in den ersten acht Spielzeiten der Head Coach in Cincinnati und entwickelte eine Draftstrategie, die darauf abzielte, überdurchschnittlich intelligente Spieler zu draften. Auf dieser Tatsache beruht der Fakt, dass viele Spieler aus der damaligen Zeit auch nach ihrer sportlichen Karriere in anderen Bereichen sehr erfolgreich waren. 1970 zogen die Bengals in das Riverfront Stadium und teilten es sich bis zum Umzug 2000 ins Paul Brown Stadium (heute: Paycor Stadium) mit den Cincinnati Reds. In den 1970er Jahren erreichte das Team dreimal die Play-offs, konnte jedoch keines dieser Postseason-Spiele gewinnen. In den 1980ern erreichten die Bengals zweimal den Super Bowl, aber verloren jeweils gegen die San Francisco 49ers. 1990 starb Paul Brown, der das Franchise zuvor schon seinem Sohn Mike Brown übergeben hatte. Sportlich lief es von diesem Zeitpunkt an schlecht und die Bengals verzeichneten vierzehn Jahre in Folge ohne positive Bilanz. In den Jahren 1994 und 1995 konnte man zweimal den Gesamtersten im NFL Draft wählen, allerdings konnten weder Defensive Tackle Dan Wilkinson noch Runningback Ki-Jana Carter die Erwartungen erfüllen.
Erst mit der Verpflichtung von Marvin Lewis als Head Coach im Jahr 2003 war ein Aufwärtstrend zu erkennen. Mit Chad Johnson (Chad Ochocinco) hatte man in den 2000er-Jahren zehn Jahre lang einen der besten Wide Receiver der Liga im Team, er erreichte sechs Pro Bowls und führte die Liga 2006 in Receiving-Yards an. Zudem draftete man mit Carson Palmer an erster Stelle im Draft 2003 einen echten Franchise-Quarterback, mit dem es 2005 wieder gelang, die Siegrate über 50 % zu heben und zum ersten Mal seit der Saison 1990 die Play-offs zu erreichen. Bei der Partie gegen die Pittsburgh Steelers zog Palmer sich jedoch bei seinem ersten Passversuch einen Kreuzbandriss zu, mit Ersatzquarterback Jon Kitna verlor man das Spiel mit 17:31. Nach drei weniger erfolgreichen Spielzeiten gewann Cincinnati 2009 zum zweiten Mal nach 2005 die AFC North und erreichte wieder die Play-offs, in denen mal allerdings erneut in der ersten Runde scheiterte und mit 14:24 den New York Jets unterlag. Head Coach Marvin Lewis wurde in dieser Saison von Associated Press als Trainer des Jahres ausgezeichnet. Die sportlich erfolgreiche Saison wurde von mehreren Tragödien überschattet: Wide Receiver Chris Henry kam im Dezember bei einem Verkehrsunfall ums Leben, zudem verstarb die Frau von Defensive Coordinator Mike Zimmer im Oktober unerwartet. Des Weiteren waren mehrere Verwandte von Spielern der Bengals auf Amerikanisch-Samoa infolge des Erdbeben bei den Samoainseln 2009 von einem Tsunami betroffen.
Nach der erfolglosen Saison 2010, in der die Bengals lediglich vier Spiele gewannen, erfolgte ein Umbruch. Im NFL Draft 2011 wählte man in der ersten Runde mit Wide Receiver A. J. Green den Nachfolger für Chad Johnson, den man vor Saisonbeginn an die New England Patriots abgab. Zudem hatte Starting-Quarterback Palmer vor der Saison einen Trade zu einem anderen Team gefordert und angekündigt, seine Karriere ansonsten zu beenden, weswegen man in der zweiten Runde mit Andy Dalton einen Nachfolger für Palmer wählte. Da Dalton bereits als Rookie überzeugen konnte, gaben die Bengals Palmer letztlich während der Saison 2011 an die Oakland Raiders ab.
Mit Dalton nahmen die Bengals ab 2011 fünfmal in Folge an den Play-offs teil, scheiterten jedoch jedes Jahr in der ersten Runde. 2015 gelang der beste Saisonstart der Franchise-Geschichte, als die ersten acht Spiele allesamt gewonnen werden konnten. Nach einer etwas schwächeren zweiten Saisonhälfte konnte dennoch der erste Platz in der Division gesichert werden. Mit A. J. McCarron anstelle des verletzten Dalton verloren die Bengals durch ein spätes Field Goal im fünften Jahr in Folge ihr Play-off-Auftaktspiel und stellten damit einen neuen NFL-Rekord auf. Nach der Saison 2018 trennten sich die Bengals nach 16 Saisons von Head Coach Lewis, zuvor hatte man drei Jahre in Folge die Postseason verpasst. Unter Lewis gewannen die Bengals in der Regular Season 131 Partien bei 122 Niederlagen und holten drei Unentschieden. Bei vier AFC-North-Titeln und sieben Play-off-Teilnahmen gelang allerdings kein einziger Sieg in der Postseason.
Als Nachfolger für Lewis verpflichtete man vor der Saison 2019 Zac Taylor, zuvor Quarterback-Coach bei den Los Angeles Rams. In der ersten Saison unter Taylor verlor man die ersten acht Partien und beendete die Saison als schlechtestes Team der Liga, wodurch man den ersten Pick im NFL Draft 2020 besaß. Mit diesem wählten die Bengals Quarterback Joe Burrow, der in der Saison 2019 die Heisman Trophy und die nationale College-Meisterschaft gewonnen hatte, als Nachfolger für Dalton, den man in der Saison 2019 zwischenzeitlich auf die Bank gesetzt hatte und der infolge der Verpflichtung von Burrow entlassen wurde.
In der Saison 2021 gewann man vor allem dank starker Leistungen der jungen Offensive mit Burrow, Runningback Joe Mixon sowie den 2020 bzw. 2021 im Draft ausgewählten Wide Receivern Tee Higgins und Ja’Marr Chase die AFC North und zog damit nach sechs Jahren wieder in die Play-offs ein. Am 15. Januar 2022 gewannen die Bengals gegen die Las Vegas Raiders erstmals seit 1991 wieder ein Playoff-Spiel. Auch die anschließende Divisional Round gegen die Tennessee Titans konnten die Bengals gewinnen (19:16) und schafften so den Einzug in die Conference Championships. 
Das AFC Championship Game gewannen die Bengals am 30. Januar 2022 mit 27:24 in der Overtime gegen die Kansas City Chiefs, womit sie zum dritten Mal nach 1981 und 1988 den Super Bowl erreichten. Im Endspiel unterlagen sie mit 20:23 gegen die Los Angeles Rams.

## Besondere Spieler

### Spieler und Trainer in der Pro Football Hall of Fame
| Trikotnummer | Name           | Position | Für Cincinnati Aktiv | Jahr der Aufnahme |
| ------------ | -------------- | -------- | -------------------- | ----------------- |
| 18           | Charlie Joiner | WR       | 1972–1975            | 1996              |
| 78           | Anthony Muñoz  | T        | 1980–1992            | 1998              |
| 81           | Terrell Owens  | WR       | 2010                 | 2018              |
| 13           | Ken Riley      | CB       | 1969–1983            | 2023              |

### Nicht mehr vergebene Trikotnummern
| Retired Numbers der Cincinnati Bengals |             |          |           |
| Nr.                                    | Spieler     | Position | Zeitraum  |
| 54                                     | Bob Johnson | C        | 1968–1979 |

## Aktueller Kader
| Abkürzungen der Spieler-Positionen im American Football | Abkürzungen der Spieler-Positionen im American Football |
| ------------------------------------------------------- | --- |
| Offense                                                 | QB – Quarterback \| RB – Runningback \| FB – Fullback \| TE – Tight End \| E/WR – Wide Receiver \| T – Tackle \| G – Guard \| C – Center |
| Defense                                                 | DT – Defensive Tackle \| DE – Defensive End \| NT – Nose Tackle \| LB – Linebacker \| ILB – Inside Linebacker \| MLB – Middle Linebacker \| OLB – Outside Linebacker \| CB – Cornerback \| NB – Nickelback \| FS – Free Safety \| SS – Strong Safety |
| Special Teams                                           | K – Kicker \| P – Punter \| KS – Kicking Specialist \| KOS – Kickoff Specialist \| LS – Long Snapper \| RS – Return Specialist \| KOR/KR – Kick Returner \| PR – Punt Returner \| PP – Punt Protector                                                |

## Trainer (Head Coaches)

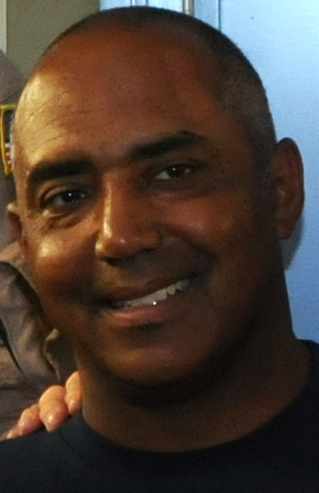
Marvin Lewis war Head Coach der Bengals von 2003 bis 2018.

| Cincinnati Bengals |               |           |     |     |     |   |      |   |   |   |                                         |        |
| 1                  | Paul Brown    | 1968–1975 | 112 | 55  | 56  | 1 | .495 | 3 | 0 | 3 | UPI NFL Trainer des Jahres (1969, 1970) | [ 23 ] |
| 2                  | Bill Johnson* | 1976–1978 | 33  | 18  | 15  | 0 | .545 | – | – | – |                                         | [ 24 ] |
| 3                  | Homer Ricel*  | 1978–1979 | 27  | 8   | 19  | 0 | .296 | – | – | – |                                         | [ 25 ] |
| 4                  | Forrest Gregg | 1980–1983 | 57  | 32  | 25  | 0 | .561 | 4 | 2 | 2 | UPI NFL Trainer des Jahres (1981)       | [ 26 ] |
| 5                  | Sam Wyche     | 1984–1991 | 121 | 61  | 66  | 0 | .480 | 5 | 3 | 2 |                                         | [ 27 ] |
| 6                  | Dave Shula*   | 1992–1996 | 71  | 19  | 52  | 0 | .268 | – | – | – |                                         | [ 28 ] |
| 7                  | Bruce Coslet  | 1996–2000 | 60  | 21  | 39  | 0 | .350 | – | – | – |                                         | [ 29 ] |
| 8                  | Dick LeBeau*  | 2000–2002 | 45  | 12  | 33  | 0 | .267 | – | – | – |                                         | [ 30 ] |
| 9                  | Marvin Lewis* | 2003–2018 | 256 | 131 | 122 | 3 | .518 | 7 | 0 | 7 | AP NFL Trainer des Jahres (2009)        | [ 31 ] |
| 10                 | Zac Taylor*   | 2019–     | 99  | 46  | 52  | 1 | .470 | 7 | 5 | 2 |                                         | [ 32 ] |

| #         | Reihenfolge der Trainer                             |
| Spiele    | Spiele als Trainer                                  |
| S         | Siege                                               |
| N         | Niederlagen                                         |
| UE        | Unentschieden                                       |
| Gewonnen% | Siegquote                                           |
| *         | Ausschließlich bei den Bengals als Head Coach aktiv |

(Stand: 2024, Week 18)

## Eigentümer
Im Rahmen der Fusion der American Football League und der National Football League 1967 wurde vereinbart, dass die AFL ein weiteres Franchise vergibt. Um dieses Franchise bewarb sich ein vom früheren Trainer der Cleveland Browns, Paul Brown, angeführtes Konsortium. Es wurden 7,7 Millionen Dollar für das Franchise gezahlt.
Paul Brown verfügte ursprünglich nur über 10 % der Anteile (59 von 586 Aktien). In den nächsten Jahren gelang es ihm weitere 10 % zu erwerben. 1983 verkaufte er 117 seiner 118 Aktien an den Mitgründer, -eigentümer und Agrarunternehmer John Sawyer, behielt aber die Kontrolle des Teams. Im Rahmen des Verkaufs war vereinbart worden, dass die Söhne Browns (Mike und Pete) zehn Jahre später die Anteile von Sawyer zum Preis von 25.000 Dollar je Aktie kaufen konnten. 1993 erwarben die Browns deshalb für rund 8 Millionen Dollar 329 der 330 Anteile von Sawyer.
Am 5. August 1991 verstarb Paul Brown. Sein Nachfolger wurde sein Sohn Mike Brown. 2011 stockte Brown für 200 Millionen Dollar den Anteilsbesitz um weitere 30 % auf, in dem er die Anteile des Bauunternehmers Austin „Dutch“ Knowlton erwarb. Seitdem besitzt Brown rund 500 der 586 Aktien (85,3 %).

## Bilanzen und Rekorde
Cincinnati Bengals/Zahlen und Rekorde stellt wichtige Rekorde bei den Bengals, die Saisonbilanzen und die Erstrunden Draft-Picks seit 1968 dar.